# Alver (fantasy)

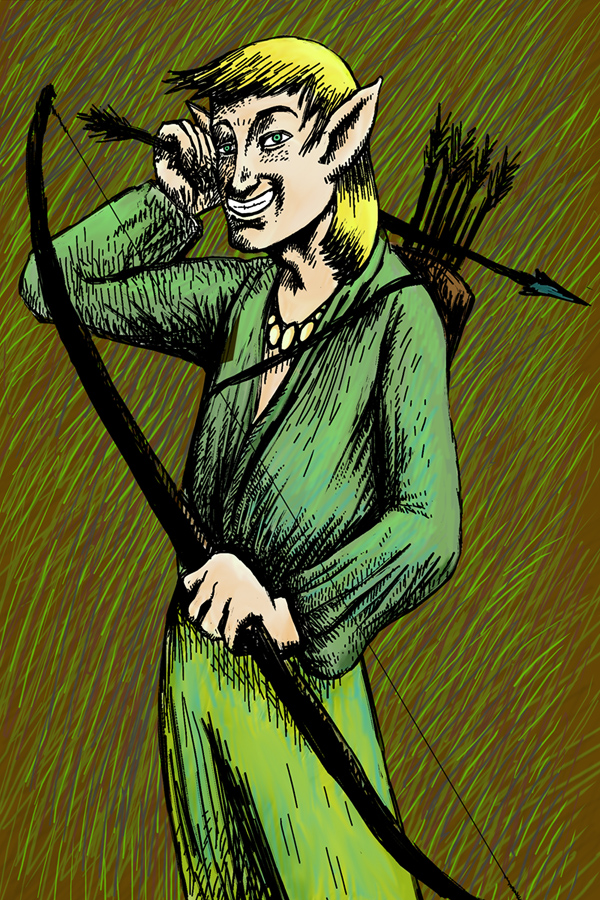
En något humoristisk bild av en alv.

Alv är en humanoid varelse eller ett övernaturligt väsen som förekommer i fantasygenren (fantasylitteratur, bordsrollspel, datorspel och lajv). 

## Tolkiens alver
De stilbildande fantasyalverna är de som förekommer i J. R. R. Tolkiens böcker. De är inspirerade av vissa typer av mytologiska alver. Tolkiens alver är mer mänskliga än gudomliga, om än odödliga, rättrådiga, i regel vackra och utrustade med god fysik och fina sinnen. De kan närmast ses som en vision av hur människan hade varit om hon inte hade gjort sig skyldig till syndafallet. De talar ett antal mycket noggrant konstruerade språk, främst quenya och sindarin. Inspiration till språken fick Tolkien främst från finsk grammatik och keltisk (walesisk) vokabulär. 

## Alver efter Tolkien

### Alver i litteraturen
Fantasyalver efter Tolkien kännetecknas förutom av rättrådighet och hög ålder ofta av långa och spetsiga öron. De uppvisar påfallande ofta en keltisk influens, framför allt från de iriska väsena sídhe och tuatha dé danann. I J. K. Rowlings böcker om Harry Potter förekommer husalfer som är påtagligt inspirerade av bröderna Grimms saga om Skomakaren och pysslingarna (eng. The Shoemaker and the Elves); och i serietidningen Alverfolket av Wendy och Richard Pini är alverna inspirerade av de nordamerikanska indianernas kultur.
Alver finns också i Christopher Paolinis böcker om Eragon som är en drakryttare.
I böckerna sägs att alverna lägger stor tonvikt vid artighet och att de kan bli mycket gamla utan att förändras utseendemässigt.

### Alver i bordsrollspel och datorspel
I bordsrollspel och datorspel är alver vanliga både som roll- respektive spelfigurer och som spelledarperson. Alverna är ofta uppdelade på ett antal arter med olika särdrag, såsom högalver, skogsalver, mörkeralver och drower.

### Alver på lajv
På fantasylajv hör alver till de populäraste icke-mänskliga rollerna. En av anledningarna till detta kan vara att de flesta alvroller kräver relativt lite arbete med mask och smink. Gemensamt för de flesta alver på lajv är att de har spetsiga öron, vilket åstadkoms med latexdetaljer eller hudtejp/silvertejp. Exakt hur alver ska gestaltas kan variera mellan olika arrangemang. Som skogsalv krävs för det mesta ingen ytterligare sminkning utöver att man sminkar latexöronen och täcker skarven mellan latexöronen och huden. Andra typer av alver som brukar gestaltas på fantasylajv är mörkeralv (vit hy, svart hår, ofta svarta kläder och rustningar i svart läder; någon accentfärg, exempelvis grönt eller lila, kan ibland förekomma), drow (svart hy och vitt hår; svarta kläder och rustningar) och högalv (ibland bleka och ljust klädda, ibland finns längdkrav på spelarna).  
Vissa alvgrupper lär sig utökade versioner av Tolkiens alvspråk quenya och sindarin för att öka känslan i gestaltningen.